# Nyugat-magyarországi felkelés
A nyugat-magyarországi felkelés 1921. augusztus 28. – 1921. október 13. között zajlott a mai Burgenland és Magyarország nyugati területén. Egy második próbálkozás 1922. július 15. és július 27. között történt. A felkelés kiváltó oka az osztrák államtanács 1918. november 17-i nyilatkozata volt, amelyben etnikai elvekre hivatkozva bejelentette területi igényét a többségében németek lakta, de jelentős horvát és magyar kisebbséggel rendelkező Nyugat-Magyarországra, beleértve Sopron városát is. Az antant jóváhagyta az osztrák kérelmet és az 1919. szeptember 10-i saint-germaini békeszerződésben Ausztriának ítélte a területet, majd 1920. június 4-én a trianoni békeszerződésben ezt megerősítette.
A döntés ellen a magyar kormány is tiltakozott és megpróbált megállapodni az osztrák államvezetéssel, de a próbálkozások eredménytelenül zárultak. Ekkor kezdődött egy önkéntesekből álló magyar felkelő alakulat szervezése, Héjjas Iván, Prónay Pál és Ostenburg-Moravek Gyula vezetésével. Amikor 1921. augusztus 28-án az osztrák csendőr alakulatok átlépték a határt, hogy birtokukba vegyék a nekik ítélt területet, Ágfalvánál a Francia Kiss Mihály és Kaszala Károly vezette felkelők szembeszálltak a csendőrökkel és visszaverték őket. Ezzel vette kezdetét a nyugat-magyarországi felkelés, amely közel másfél hónapig tartott. A felkelés során a felkelők kiszorították az osztrákokat a teljes Burgenland területéről, majd kikiáltották a Lajtabánságot, Prónay Pált nevezve ki lajtai bánnak.
A magyar kormány hivatalosan nem támogatta a felkelőket, de a felkelés leveréséért sem tett semmit. A harcok eredményességének köszönhetően az 1921. október 11–13. között tartott velencei konferencián a kormány képviselői kiharcolták, hogy Sopron és a környékén fekvő nyolc falu népszavazás útján dönthessen hovatartozásáról. A december 14–18. között tartott népszavazáson a lakosság 65,8%-a Magyarország mellett szavazott, így a népszavazás teljes sikerrel zárult. Ez volt a trianoni békeszerződés egyetlen komolyabb területi revíziója, melyet a nagyhatalmak tartósan elfogadtak.
Az osztrák forrásokban többnyire a Rongyos Gárdára, mint Freischärler-re (szabadcsapatok) hivatkoznak.

## Előzmények
Magyarország az I. világháborút a vesztesek között zárta. Az Osztrák–Magyar Monarchia felbomlott, a Magyarországot körülvevő államok közül Románia, Szerbia, valamint az alakulóban levő Csehszlovákia pedig területi igénnyel lépett fel a magyar állam irányába. A Magyarország területén élő nemzetiségek sorban mondták ki elszakadásukat, az ország pedig egymás után vesztette el területeit a szomszédos államok javára. A Tanácsköztársaság vezetői megkísérelték az ország megvédését és az elvesztett területek visszavételét, de kudarcot vallottak. Habár az észak hadjáratban megverték a Csehszlovák Légiót és Bártfánál elérték a történelmi magyar határt, a román hadsereg megverte a Vörös Hadsereget és 1919. augusztus 4-én Budapestre is bevonult, ahonnan csak később az antanthatalmak nyomására volt hajlandó kivonulni.
Az idegen megszállás alá került területeken nagyszámú magyar kisebbség is élt, valamint az ország területének több mint kétharmada került idegen megszállás alá. Ez az ország lakosságát elkeserítette, azonban amikor az addigi szövetséges, Ausztria államtanácsa 1918. november 17-én bejelentette területi igényét Nyugat-Magyarországra, ez a lakosságot egyenesen felháborította.
A magyar vezetés megpróbált tárgyalni az osztrák vezetőséggel, felvetve a terület kettéosztásának lehetőségét, de az osztrákok nem voltak hajlandók egyezséget kötni. Az antant 1919. szeptember 10-én a saint-germaini békeszerződésben jóváhagyta az osztrák területi követeléseket. 1920. június 4-én sor került a trianoni békeszerződés aláírására, amelyben a Magyar Királyság területének több mint kétharmadát elvesztette, a békeszerződésben pedig megerősítették Nyugat-magyarország Ausztriához csatolását is.
A békeszerződés aláírását követően Magyarország kényszerből belement Nyugat-Magyarország kiürítésébe. A területet két részre az ún. A és B zónára osztották. Az előbbi a mai Burgenlandot, az utóbbi Sopront és környékét jelentette. Időközben azonban elkezdődött az önkéntes alakulatok toborzása, amelyeknek a magvát az 1918. április 18-án, Héjjas Iván vezetésével alakult Rongyos Gárda képezte. A felkelők között leszerelt katonák, földművesek, egyetemisták, vasutasok voltak legnagyobb számban, de csatlakoztak bosnyák és albán önkéntesek is Durics Hilmi Huszein vezetésével, közülük később egy Ahmet nevű el is esett az osztrákokkal való harcban.
A "rongyosok" azonban ekkor még nem sok fegyverrel rendelkeztek, ezért elhatározták, a fölöstömi fegyverraktár kirablását. A fegyverrablásra 1920. július 30-án éjjel került sor, amikor egy 800 főnyi fegyveres alakulat Francia Kiss Mihály vezetésével Szentgotthárdnál átlépte a magyar–osztrák határt, Fölöstöm városát körbezárták, a fegyverraktár őrségét pedig lefegyverezték. Ezt követően a raktárban talált fegyvereket teherautóra rakták és Magyarországra szállították. Összesen 3 ezer puska és 30 géppuska került ekkor a felkelők kezére. Az osztrák kormány tiltakozását fejezte ki, de válaszlépésre nem került sor.
A nyugat-magyarországi kivonulás lerendezésére Sigray Antal főkormánybiztost nevezték ki, aki Sopronba vezényelte Ostenburg-Moravek Gyula csendőr különítményét, valamint szintén az ő beleegyezésével jöttek a térségbe a Hindy és Prónay vezette felkelők is.
1921. augusztus 20-án Sopronban nagyszabású tömegtüntetésre került sor, amelyen több ezren részt vettek és tiltakoztak az elcsatolás ellen. Augusztus 26-án azonban megtörtént az A zóna kiürítése, majd másnap a város összes hivatala is elköltözött és megtörtént a Nemzeti Hadsereg kivonása. Ekkor vette kezdetét a felkelés.

## A felkelés

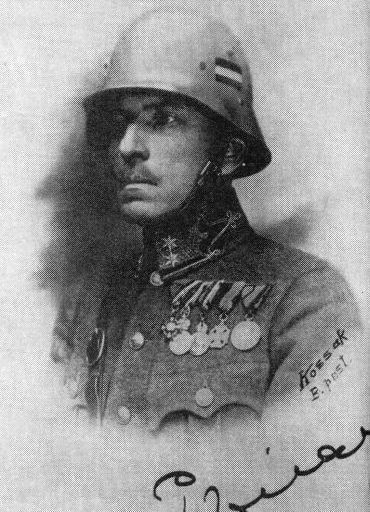
Prónay Pál

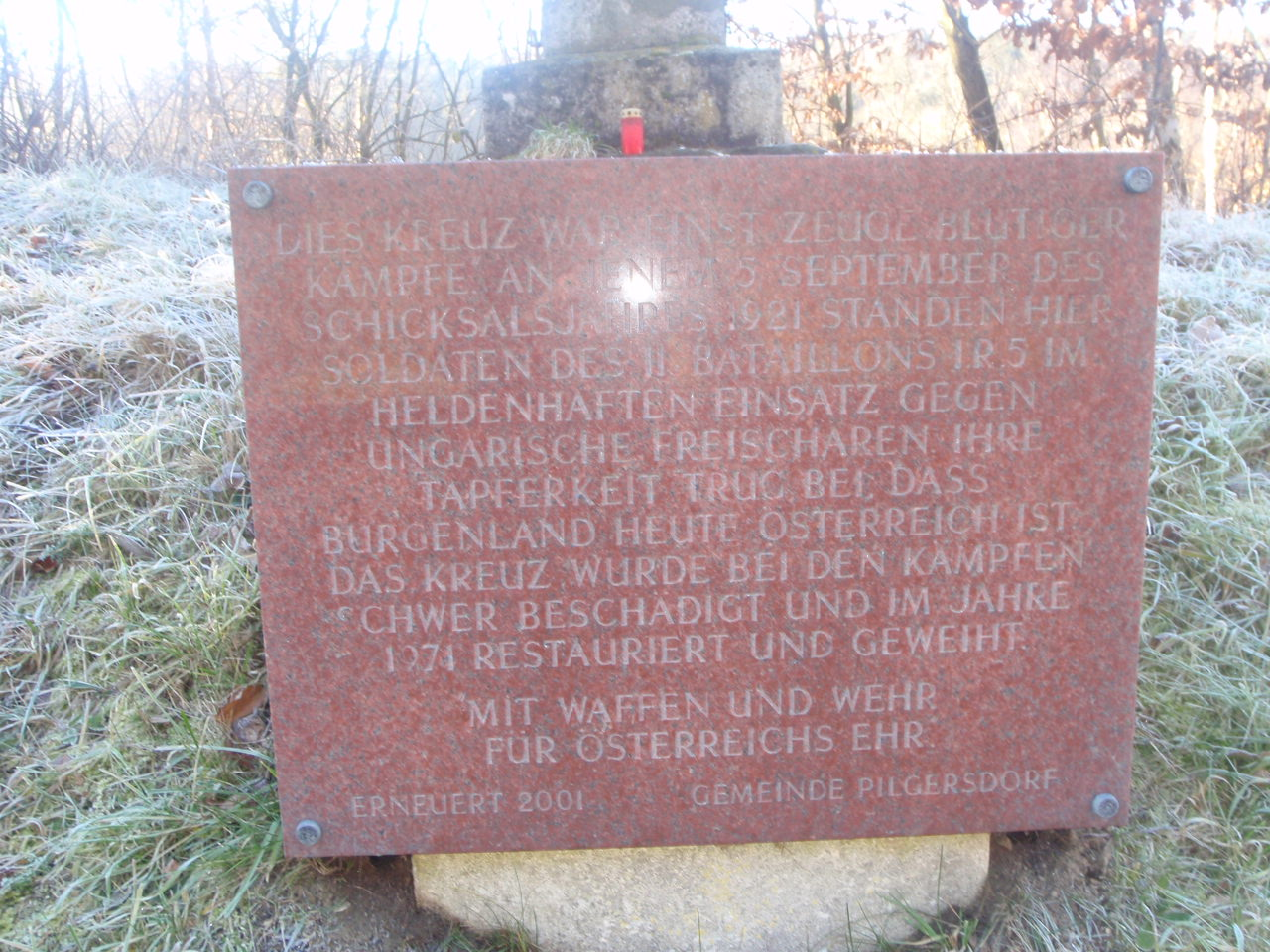
A felkelést megörökítő emléktábla Pörgölénytől nyugatra a B55 főút mentén, a történelmi Magyarország és Alsó-Ausztria határán

1921. augusztus 28-án a magyar határt lőfegyverrel, géppuskákkal felszerelt osztrák csendőralakulatok lépték át. A nyomukban civilek és egy rezesbanda is menetelt, ugyanis a csendőrök úgy gondolták, hogy díszlépésben vonulnak be Sopronba. Ágfalvánál azonban a Francia Kiss Mihály, Kaszala Károly és Maderspach Viktor vezette felkelők meglepetésszerű támadást hajtottak végre az osztrák csendőrök ellen. A tűzharcban magyar részről egy fő esett el, a kecskeméti Baracsi László.
Az első ágfalvi összecsapással vette kezdetét a másfél hónapig tartó felkelés. A harc során a felkelők Burgenland újonnan kinevezett kormánybiztosát, Robert Davyt is elfogták, igaz, másnap a határ túloldalára kísérve elengedték. Másnap kiszorították az osztrákokat az A zónában fekvő Alhó, Fraknó és Németgyirót községekből is. Pinkafőnél mindössze 20 felkelő a környék horvát lakossága segítségével, mintegy 200 csendőrt vert ki a faluból. Augusztus 30-án Felsőőrt szabadították fel. A szeptember 4-én Pörgölény mellett és a szeptember 5-én Kirchschlag térségében vívott összecsapások eredményeként a csendőrök kénytelenek voltak feladni az újonnan szerzett területeket és visszavonultak az ezeréves határon túlra. A két összecsapásban összesen 7 magyar és 10 osztrák esett el.
Az osztrák csendőrség azonban szeptember 7-én újabb támadást indított, ezúttal nagyobb erőkkel. Míg a csendőrök egy része a tartomány megszállását próbálta végrehajtani, egy 500 főnyi alakulat Sopron bevételét tűzte ki célul. Velük csak egy mintegy 110 főnyi felkelő alakulat állt szembe, amely mindössze egy géppuskával rendelkezett. Kézifegyvereket Ostenburg-Moravek Gyula csendőreitől kaptak.
A második ágfalvi összecsapás szeptember 8-án hajnalban kezdődött. Heves küzdelem alakult ki, amely egészen reggelig tartott, de végül magyar győzelemmel ért véget. A felkelők három főt vesztettek, heten pedig súlyosan megsebesültek, míg az osztrákok veszteségei nem ismertek. A magyar hatóságok a helyszínen 2 osztrák őrvezető holttestét találták meg, de a felkelők szerint 10 – 15 főt vesztettek, az elesetteket és sebesülteket azonban magukkal vitték.
Az osztrák csendőrök még megkíséreltek egy támadást a magyar felkelők ellen, szeptember 10-én egy hídfőt létesítettek Királyhida mellett, a felkelők azonban ezt órákig tartó harcok után felszámolták.
A magyar kormány a felkelés ideje alatt, bár azt hivatalosan nem támogatta, nem tett semmit az elfojtása érdekében. Bethlen István miniszterelnök a térségbe küldte vitéz jákfai Gömbös Gyulát, az ő feladata az lett volna, hogy próbálja meg a felkelőket kordában tartani, tevékenysége ezzel szemben csak a felkelés utánpótlásának megszervezésére terjedt ki.
A felkelők gyors és látványos sikerei egyszerűen abból adódtak, hogy Ausztriának nem voltak a háború után reguláris katonai alakulatai. A Rongyos Gárda soraiban viszont sok volt a veterán vagy hivatásos katona, akik elégséges harci tapasztalattal bírtak, ismerték a gerilla-hadviselést és megfelelő adataik voltak a területről. Az osztrák csendőrség képességeit jóval meghaladta a terület megszállása, és rendfenntartó egységekként az osztrák csendőrök szabályos katonai akciókat nem tudtak végrehajtani. Bárhol is kerültek szembe a Rongyos Gárdával, mindig a csendőrök maradtak alul, melyből világosan látható, hogy a felkelőknek nem okozott különösebb gondot elbánni az osztrák csendőrséggel. Ellenben ha Ausztria külső segítséget kapott volna, akkor a nagyobb és szervezettebb haderőkkel szemben már esélytelenek lettek volna a rongyosok, hisz nemcsak létszámban maradtak volna alul, de fegyvereik se voltak alkalmasak nyílt háború folytatására, nem is beszélve a lőszer, vagy akár az élelmiszer és az orvosi ellátás utánpótlásáról.
A kormány megpróbálta a felkelésből a maximális hasznot kihozni, ezért elérték egy konferencia összehívását, amelyre októberben Velencében került sor, ugyanis Olaszország elvállalta, hogy közvetít a magyar és osztrák fél között.
Mielőtt azonban a konferenciára sor került volna, a felkelők szeptember végére teljes Burgenlandot megtisztították az osztrák csendőröktől, majd 1921. október 4-én Felsőőrön, a plébániatemplom előtt kikiáltották a terület függetlenségét Lajtabánság néven, Prónay Pált nevezve ki lajtai bánnak. Az azonban már előre látszott, hogy az új állam nem lehet hosszú életű, mivel az ideiglenesen létrehozott kormánynak pénzre lett volna szüksége, adófizetésből viszont nem sokat remélhettek, mert az állam területe kicsi volt, az osztrákok és a felkelők pedig már kifosztották. Az új állam kikiáltása azonban, bár látszólag megnehezítette a magyar küldöttek tárgyalásait a velencei konferencián, valójában biztosította a tárgyalások eredményességét.

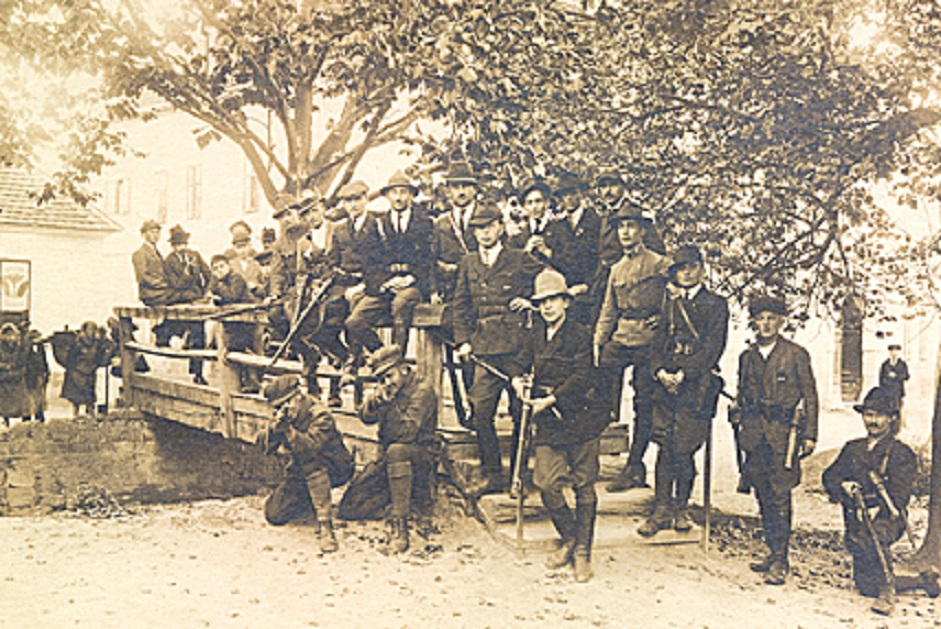
A felkelők egyik egysége Kismartonban

## A velencei konferencia
A velencei konferencia 1921. október 11-én kezdődött. A magyar kormány részéről Bethlen István miniszterelnök, Bánffy Miklós külügyminiszter, Khuen-Hédervári Sándor külügyi osztályfőnök, Walko Lajos tisztviselő, korábbi pénzügyminiszter és Fabró Henrik, a gyorsiroda főnöke vett részt a tárgyalásokon. Az osztrák félt Johann Schober kancellár és Richard Oppenheimer, a külügyi osztály főnöke képviselte.
A konferenciát Toretta márki, külügyminiszter nyitotta meg. A magyar küldöttek, amikor szót kaptak, népszavazás kiírását kérték Sopronra és környékére (Bánffy Miklós később emlékiratában megjegyezte, hogy azért kértek csak erre a területre népszavazást, mert itt biztosak lehettek a pozitív eredményben). Az osztrák fél mereven elutasította az ajánlatot, ragaszkodva a saint-germain-i és trianoni békeszerződések betű szerinti betartásához.
A konferencia második napján a magyar küldöttség előhozakodott az ún. Millerand-féle kísérőlevéllel, amely kimondta többek között, hogy a határkijelölő bizottság meghallgatja a vitatott települések lakóinak véleményét is. Az osztrák fél azonban megint tiltakozását fejtette ki és követelte a felkelőcsoportok azonnali lefegyverzését, kijelentve, hogy ha ez nem történik meg, akkor minden határozatot semmisnek tekint.

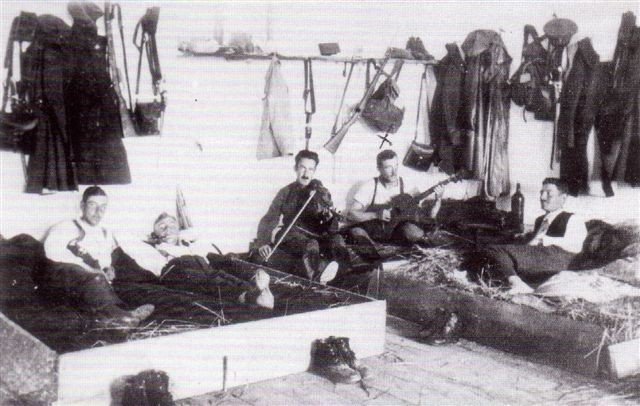
Az Őrvidékre bevonult osztrák csendőrség kvártélyon.

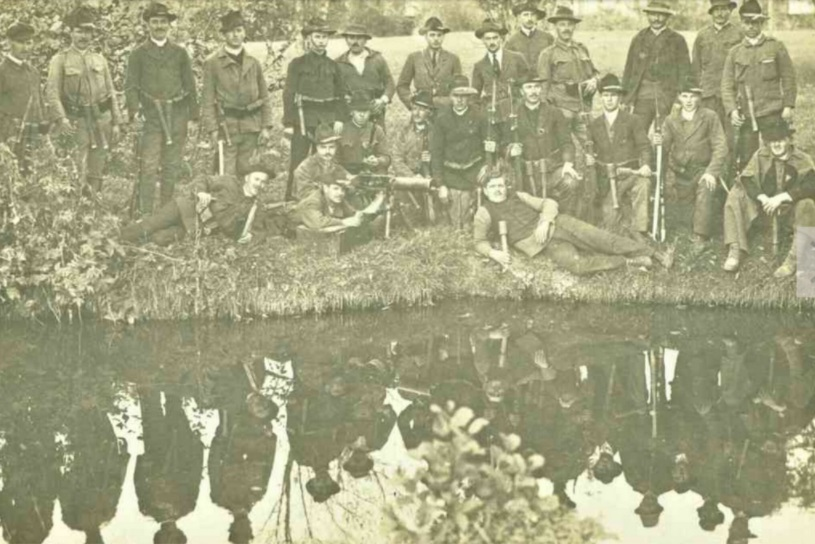
Rongyosok valahol az Őrvidéken.

A kiélezett helyzetben Bánffy garantálta – de nem Ausztria, hanem Olaszország – irányába a felkelők lefegyverzését. Ezt végül Ausztria is elfogadta és megállapodtak, hogy nyolc nappal a terület kiürítése után népszavazás döntsön Sopron és környéke sorsáról.

## A soproni népszavazás
A konferencia után Nyugat-Magyarország kiürítését még nem tudták elkezdeni a magyar hatóságok, mert a száműzött IV. Károly király puccsszerűen hazatért Magyarországra és maga köré gyűjtve a legitimista erőket Budapest fele indult, hogy visszaszerezze a trónját (királypuccs). A nyugat-magyarországi felkelők közül többen, köztük Héjjas Iván és Ostenburg-Moravek Gyula azonnal a király mellé állt, Prónay azonban legitimista meggyőződése ellenére, tartózkodott, ugyanakkor viszont megtagadta a puccsisták elleni fellépést is.
A legitimista sereg végül október 23-án vereséget szenvedett a budaörsi csatában a kormányhű erőktől, Károly fogságba esett és ezúttal végleg száműzték Madeira szigetére. A puccs meghiúsítása után Horthy azonnal fellépett a királyhű felkelőkkel szemben. November elején ultimátumot küldött Prónaynak, amelyben felszólította a terület kiürítésére. Prónay ezt végül teljesítette, így november 10-én alig egy hónapos fennállás után a Lajtabánság megszűnt létezni.
1921. december 14. és 16. között végül sor került a soproni népszavazásra. A szavazás kilenc települést érintett, név szerint:
- Ágfalva
- Balf
- Sopronbánfalva
- Fertőboz
- Fertőrákos
- Harka
- Kópháza
- Nagycenk
- Sopron

Az érintett települések lakosságának 89,5%-a vett részt a szavazáson, amelyből 65,08% Magyarországra, 34,92% Ausztriára szavazott, 2,09% pedig érvénytelen volt. Habár a községek közül csak Fertőbozon, Kópházán és Nagycenken szavaztak többségében Magyarországra, a szavazást végül Sopron lakossága döntötte el, itt ugyanis a részt vevő lakosság 72%-a Magyarország mellett voksolt, így a terület a magyar állam része lett. Sopron a népszavazás emlékére 1922-ben a Civitas fidelissima (Leghűségesebb város) címet kapta az országgyűléstől.

## Az újabb felkelési kísérlet

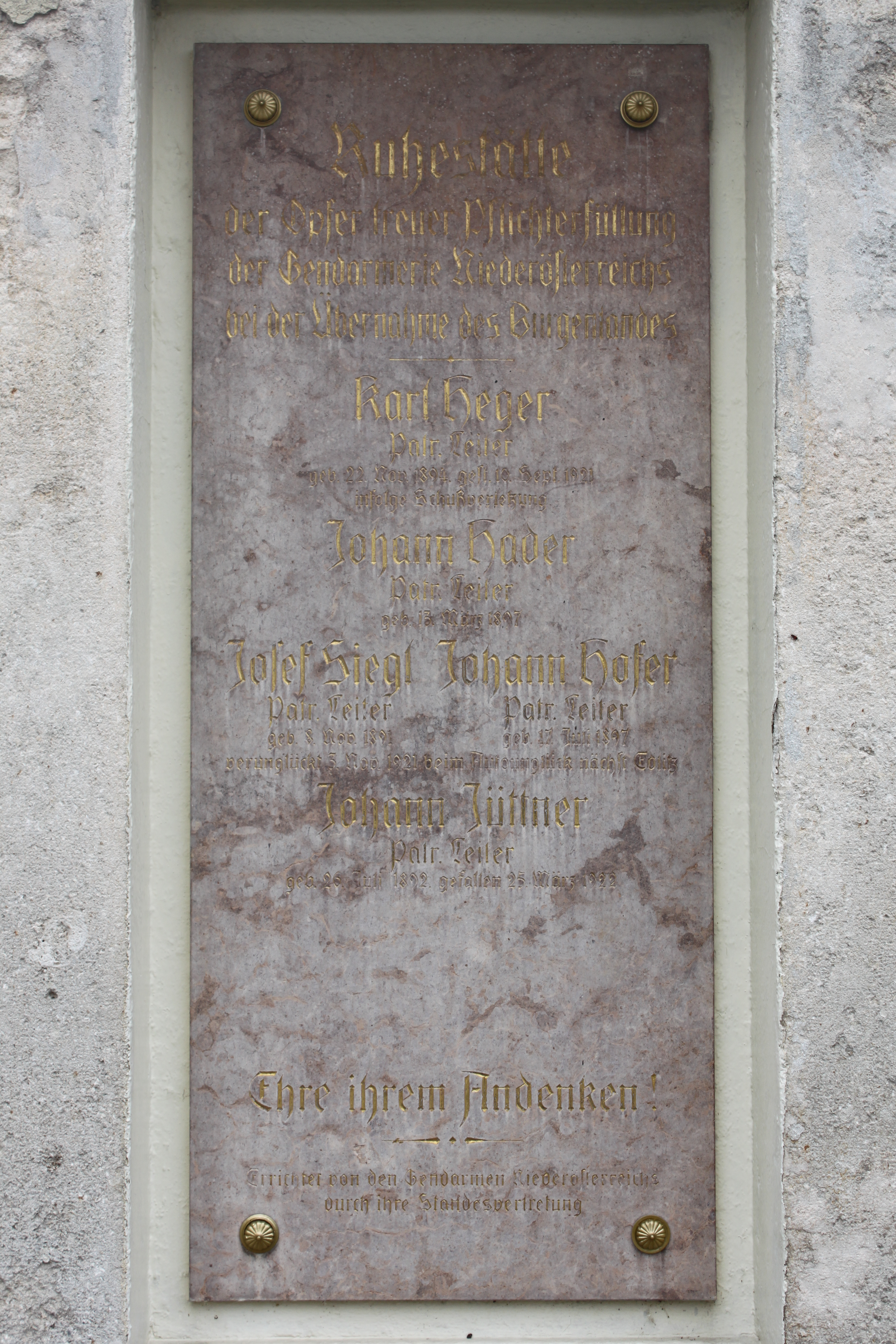
Öt, a nyugat-magyarországi felkelés során elesett osztrák csendőr emlékműve a bécsújhelyi temetőben

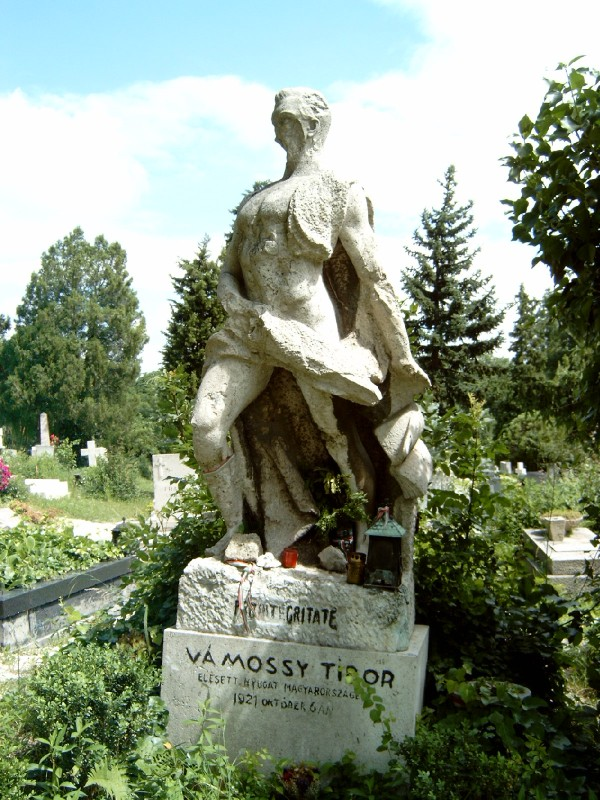
Vámossy Tibor, a felkelés egyik magyar elesettjének síremléke Budapesten, a Farkasréti temetőben. A szobor Siklódy Lőrinc szobrászművész alkotása

Habár a soproni népszavazásnak köszönhetően Sopron és a környékén levő nyolc falu megmaradhatott Magyarország birtokában, a felkelők ezzel nem elégedtek meg, ők ugyanis azt szerették volna, ha az egykori Lajtabánság területe újra visszakerülne Magyarországhoz. Emiatt Prónay vezetésével megkezdődött az újabb felkelés előkészítése. A felkelés előkészítői ezúttal Prónay Pál, Sigray Antal és Hir György voltak.
A mozgalomról a magyar kormány Gömbös Gyulától szerzett tudomást és utasította Nádosy Imre országos rendőr-főkapitányt a mozgalom leleplezésére. Ez 1922. június 11-re meg is történt, így a magyar kormány számára világossá vált, hogy nemsokára várható a második nyugat-magyarországi felkelés kitörése. Ez azonban sikertelenség esetén az addigi eredmények meghiúsulását is jelentette volna, aminek nagy volt a valószínűsége, mert Ausztria a soproni népszavazást követően fokozatosan közeledett Csehszlovákiához, sőt 1921. december 16-án megkötötték a lányi egyezményt, amelyben kölcsönös gazdasági és katonai segítséget ígértek egymásnak. Csehszlovákiának ekkoriban már jelentős hadereje volt, főleg, hogy az egykori csehszlovák légió több mint 67 ezer, a polgárháborúban harcászatilag megedződött katonája visszatért Oroszországból, és hivatásos szolgálatot vállalt az új állam haderejében. Egy ekkora túlerővel szemben, amely a modern háborúhoz szükséges arzenállal is bírt, pár száz rongyos a maga fegyverzetével semmiképp sem vehette fel a harcot, Magyarországnak pedig jóformán hadserege sem volt. Ráadásul rögvest az első világháború végén felmerült egy közös csehszlovák-jugoszláv határszakasz kialakítása, amely azt jelentette volna, hogy Csehszlovákia határát akár Szombathely vonaláig is kitolhatta volna. Ez a terv is nagyon könnyen újból életre kelhetett volna ekkor.[forrás?] Emiatt a magyar kormány felkészült a felkelés – még csírájában való – elfojtására.
Időközben a felkelők három csoportot szerveztek, amely a haditerv szerint három irányból kezdte volna meg a burgenlandi hadműveleteket. Az északi csoport Héjjas Iván vezetésével Magyaróvár térségében gyülekezett, a középső csoport Budaházy Miklós és Szabó József vezetésével Kapuvár, míg a déli csoport Apáthy László vezetésével Körmend mellett gyűlt össze. Július 15-én egy kb. 400 főnyi alakulat átkelt a határon és megbénította a telefonos összeköttetést Németújvár, Nagysároslak és Monyorókerék térségében, valamint magyar zászlót tűztek ki Zurány és Pándorfalu településeken.
A magyar hatóságok a déli csoportot lefegyverezték, vezetőjüket, Apáthy Lászlót pedig letartóztatták. A letartóztatás elkerülése végett 38 fő elhagyta Körmendet és átkelt a határon, Karácsfa felé véve az irányt. Itt azonban osztrák csendőrökbe ütköztek, akik tüzet nyitottak a szabadcsapatra. Hosszú tűzharc után a 38 főnyi alakulat visszavonult. Magyar adatok szerint nem szenvedtek veszteséget, míg az osztrákok szerint egy halott és hat sebesült volt a felkelők oldalán.
Az egység ezt követően újra átlépte a magyar határt, ahol azonban őket már a magyar csendőrök várták, akik lefegyverezték az alakulatot. A középső csoportot július 21-én fegyverezték le a magyar csendőrök, míg az északi csoport lefegyverzésére július 27-én került sor.
A magyar hatóságok pert indítottak a szervezkedés vezetői ellen, de ítéletre nem került sor, mert Horthy kormányzótól mindannyian kegyelmet kaptak, az eljárást pedig megszüntették. Apáthy László azonban a vizsgálati fogság ideje alatt öngyilkosságot követett el.
Habár a felkelési kísérlet nem járt sikerrel, a magyar diplomácia ezúttal is kihozta a maximumot belőle. Bethlen István ugyanis hangsúlyozva, hogy a magyar hatóságok milyen keményen felléptek a szervezkedők ellen, elérte, hogy Magyarországot – elsőnek az I. világháború vesztes államai közül – felvegyék a Népszövetségbe, 1922. szeptember 18-án. Másrészt, szintén az újabb felkelési kísérlet hatására tíz, többségében horvát lakta település lakossága, Szentpéterfa kezdeményezésével tüntetésekbe kezdett, amelynek következtében 1923 tavaszán ezeket a településeket is visszacsatolták Magyarországhoz.

## A felkelés megjelenése a kultúrában
A Rongyos Gárda vagy a nyugat-magyarországi felkelés emléke évtizedekig alig-alig, vagy egyáltalán nem jelent meg a kultúrában. Egyetlen ilyen komolyabb kivételnek Máriássy Félix 1969-es Imposztorok c. filmdrámája tekinthető, ami részben a felkelést és a Lajtabánság fennállását mutatja be a fehérterrorral és a királypuccsal együtt, sajátosan, az akkori kor szemszögéből. Bár a cselekmény a valós történelmi eseményeken alapul, a neveket megváltoztatták, és több eseményt egész másképp mutatnak be. A főbb szerepeket Tomanek Nándor, Bara Margit, Huszti Péter, Juhász Jácint és Mensáros László játsszák.

## Az esemény irodalmi feldolgozásai
- Somogyváry Gyula („Gyula diák”): És mégis élünk (regény, a nyugat-magyarországi felkelés és a soproni népszavazás történetének feldolgozása)
- Dr. Héjjas Jenő: A Nyugatmagyarországi felkelés, Budapest, 1929
- Héjjas Jenő: A nyugat-magyarországi felkelés. Kecskemétiek az 1921. évi nyugat-magyarországi harcokban; Magyar Ház, Bp., 2006 (Magyar Ház könyvek)